# Vía tuberoinfundibular

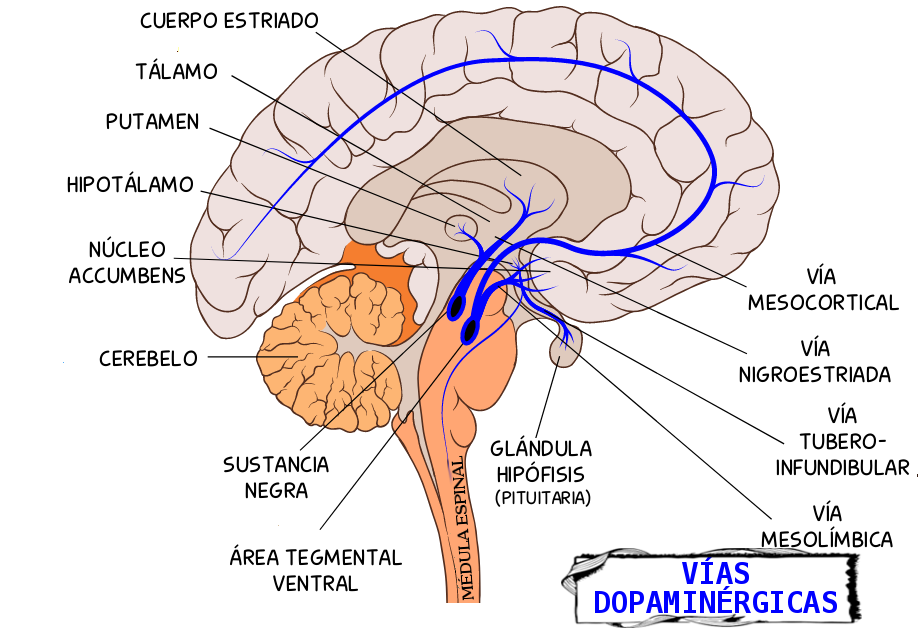
Vías dopaminérgicas en el cerebro.

La vía tuberoinfundibular es el nombre que recibe una población de neuronas del núcleo arcuato del hipotálamo mediobasal, llamada región tuberal, que transcurren hasta la eminencia medial o región infundibular que es la porción más inferior del hipotálamo. La vía tuberoinfundibular es una de las cuatro vías dopaminérgicas del cerebro. La dopamina a este nivel regula la secreción de prolactina de la adenohipófisis. 
Algunos medicamentos neurolépticos bloquean la dopamina a nivel de la vía tuberoinfundibular, lo cual causa un aumento de los niveles de prolactina en sangre, un trastorno llamado hiperprolactinemia. Ello causa una secreción anormal de lactancia, inclusive en hombres, irregularidades en el ciclo menstrual en mujeres, problemas visuales, dolor de cabeza y disfunción sexual, viéndose afectada la fertilidad del individuo.